# Costante Degan
Costante Degan (Venezia, 12 marzo 1930 – Venezia, 1º luglio 1988) è stato un politico e ingegnere italiano, più volte ministro nel corso degli anni ottanta.

## Biografia
Laureato in ingegneria, approdò alla Democrazia Cristiana dopo una lunga militanza giovanile nell'Azione Cattolica. Prima consigliere comunale a Venezia, poi a Dolo, è stato eletto deputato e poi nominato ministro della Repubblica, nonché sindaco di Venezia per pochi giorni nel 1988.
È stato più volte sottosegretario di Stato e Ministro della sanità; in tale veste si occupò di fecondazione assistita e di radioattività. Avendo ricoperto tale incarico durante il disastro di Černobyl', fu autore dei divieti di vendita del latte e delle verdure a foglia larga durante i giorni dell'emergenza radioattiva. Fu anche autore della prima legge antifumo.
È scomparso il 1º luglio 1988, all'età di 58 anni, a causa di un tumore polmonare, da senatore in carica; subentrò al suo posto al Senato Emilio Neri.